# Чорний Потік (притока Вишні)
Чо́рний Поті́к — річка в Україні, у межах Яворівського і  Мостиського районів Львівської області. Права притока Вишні (басейн Вісли). 

## Опис
Довжина 11 км, площа басейну 36,8 км². Річище слабозвивисте, заплава в багатьох місцях заболочена, поросла лучною рослинністю. Споруджено кілька ставків. 

## Розташування
Чорний Потік бере початок на південний схід від села Бунів. Тече в межах Надсянської низовини переважно на південний захід. Впадає до Вишні на південний захід від села Арламівська Воля. 
Над річкою розташовані села: Іваники, Арламівська Воля.